# NGC 12
NGC 12 este o galaxie spirală din constelația Peștii. A fost descoperită de William Herschel în 6 decembrie 1790.